# Cantó de Caen-10
El cantó de Caen-10 és un cantó francès del departament de Calvados, situat al districte de Caen. Té 3 municipis i el cap es Caen.

## Municipis
- Caen (part)
- Cormelles-le-Royal
- Ifs

## Història
| Data d'elecció                           | Identitat            | Partit | Qualitat |
| ---------------------------------------- | -------------------- | ------ | -------- |
| 1982-1992                                | Jean-François Pinson | PS     |          |
| 1992-2004                                | Jean Moulin          | PS     |          |
| 2004-                                    | Raymond Slama        | PS     |          |
| les dades anteriors no són pas conegudes |                      |        |          |
|                                          |                      |        |          |